# Augustus Tolton
John Augustus Tolton (* 1. April 1854 in Brush Creek, Ralls County, Missouri; † 9. Juli 1897 in Chicago, Illinois), getauft auf Augustine Tolton, war ein römisch-katholischer Priester. Er war der erste römisch-katholische Priester in den USA, der Afroamerikaner war. Die Healy-Brüder, James Augustine Healy und Patrick Francis Healy, die zum Teil afroamerikanische Vorfahren hatten und vor Tolton zu Priestern geweiht worden waren, galten offiziell als Weiße.
Als ehemaliger Sklave, der katholisch getauft und erzogen war, studierte er in Rom. Dort wurde er am Karsamstag 1886 in der Lateranbasilika geweiht.
Er wurde im Bistum Alton, heute Springfield, inkardiniert. Zunächst wirkte er in seiner Heimatpfarrei Quincy, Illinois. Später wurde er nach Chicago versetzt und baute dort mit St. Monica, die 1893 fertiggestellt wurde, die erste schwarze Pfarrei auf.
Im Juni 2019 ernannte Papst Franziskus ihn zum Ehrwürdigen Diener Gottes, was ein wichtiger Schritt zur Seligsprechung ist.

## Leben
Die Familiengeschichte von Augustus Tolton hat ihre Wurzeln in Meade County, Kentucky, auf der Plantage von John Manning. Die Mannings waren Katholiken und ließen ihre Sklaven nach dem Kauf erziehen und taufen. Die Kinder ihrer Sklaven wurden früh getauft. Die Eltern von Martha Jane, Augustus Chisley und Matilda Hurd, ließen sich taufen und heirateten, kurz nachdem sie von der Familie Manning gekauft worden waren. Martha Jane wurde kurz nach ihrer Geburt getauft. Ihre Pfarrkirche war in Rhodelia.
Als der wohlhabende John Manning starb, heiratete seine Witwe erneut Stephen Burch. Die jüngste Tochter der Mannings, Susan, heiratete 1849 Stephen Eliot. Zur Hochzeit schenkte Burch seiner Stieftochter Sklaven. Er ging in die Sklavenquartiere und wählte ein halbes Dutzend Menschen unterschiedlichen Alters und unterschiedlicher Fähigkeiten aus. Eine dieser Sklaven war die 16-jährige Martha Jane.
Zu den Geschenken gehörten auch Haushaltsgeräte, Bettwäsche und Möbel. Der Bräutigam, Stephen Eliot, kündigte an, dass er und seine neue Braut bald aus Kentucky wegziehen würden. Tatsächlich hatte er eine Farm in Ralls County, Missouri gekauft. Sie lag in der Nähe von Brush Creek, nicht weit von Hannibal. Dort kamen sie 1849 an.
Der Hof grenzte an das Anwesen einer anderen katholischen Familie, der Hagers. Einer der Sklaven der Hagers, Peter Paul Tolton, war auf einer Sklavenauktion in Hannibal gekauft worden. Er wurde von Fr. Peter Paul Lefebre getauft, einem Missionar, der von 1834 bis 1837 in Saint Paul, St. Charles County, Missouri, arbeitete. Fr. Lefebre war an der geistlichen Betreuung von Katholiken in Nord-Missouri, West-Illinois und Süd-Iowa beteiligt.
An dem Tag, an dem Peter Tolton seine zukünftige Frau Martha Jane kennenlernte, rief er auf dem Feld um Hilfe. Er versuchte, einem zusammengebrochenen Sklaven zu helfen. Der Junge starb zwar, aber Peter Paul konnte Martha Jane und ihr Mitgefühl nicht vergessen.
Als sein Interesse an ihr bekannt wurde, kam es zu einer Einigung zwischen den Sklavenhaltern, den Eliots und den Hagers. Die Besitzer erlaubten Martha Jane und Peter Paul, eine christliche Ehe einzugehen. Darüber hinaus einigten sich die beiden Herren darauf, dass Peter und Martha Tolton in einer Sklavenhütte auf der Eliot-Farm leben würden: Peter würde ein Sklave bleiben und weiterhin für die Hagers arbeiten, aber alle aus der Verbindung geborenen Kinder würden der Familie Eliot gehören.
Im Frühjahr 1851 heirateten Peter Paul Tolton und die 18-jährige Martha Jane Chisley in einem katholischen Ritus in der St. Peter’s Church nahe dem Brush Creek bei Rensselaer, Ralls County, Missouri. Fr. John O’Sullivan leitete die Zeremonie.
Das Sklavenleben änderte sich für Martha Jane und Peter Paul Tolton nach ihrer Heirat nicht. Innerhalb weniger Jahre mussten sie sich neben endloser Arbeit als Sklaven auch um ihre Kinder kümmern. Ihr erstes Kind war ein kranker Junge namens Charles, geboren 1853. Augustus wurde am 1. April 1854 geboren und eine Tochter, Anne, wurde 1859 geboren. Augustus wurde in Erinnerung an einen Onkel benannt.
Der Taufeintrag der St. Peter’s Church in Brush Creek erwähnt nicht einmal Augustus’ Namen. Es heißt einfach: „Ein schwarzes Kind, geboren am 1. April 1854, Sohn von Peter Tolton und Martha Chisley, Eigentum von Stephen Eliot, Mrs. Stephen Eliot, 29. Mai 1854. (unterzeichnet) Fr. John O’Sullivan.“ Savilla Elliot, die Frau seines Herrn, war Augustus’ Taufpatin. Er wurde in der St. Peter’s Catholic Church, getauft, wo seine Eltern geheiratet hatten.
Im Laufe der Jahre nahmen die Spannungen im Land zu. Es gab politische Umwälzungen und Gerüchte über einen möglichen Krieg zur Befreiung der Sklaven.

### Die Flucht der Toltons
Die Nation steuerte wegen der Frage der Sklaverei auf einen Bürgerkrieg zu. Mehr Sklaven als je zuvor flohen, viele von ihnen schlossen sich später der Unionsarmee an.
Peter Paul Tolton hatte sicherlich seine Frau und seine Kinder darüber informiert, was er vorhatte. Als er ging, war Martha Jane und den Kindern nicht klar, dass sie ihn nie wiedersehen würden. Peter Paul kam in St. Louis, einer geteilten Stadt, an, um sich der Unionsarmee anzuschließen. Während des Krieges wurden 180.000 schwarze Soldaten (später Buffalo Soldiers genannt) Teil der Bemühungen des Bundes, die vier Millionen Sklaven des Landes zu befreien. Martha Jane konnte nicht wissen, dass ihr Mann kurz nach ihrer Flucht in einem Krankenhaus in St. Louis an der Ruhr starb. Seine Mutter floh später mit den Kindern Samuel, Charley, Augustine und Anne. Mit der Hilfe von Unionssoldaten überquerten sie den Mississippi River und kamen in den freien Staat Illinois.
Die Arbeit vieler Sklaven wurde mehr, als andere flohen und ihre Arbeit den Zurückgebliebenen überließen. Zusätzlich zur Überarbeitung kämpfte Martha mit dem Anblick von Charley, 8, und Augustus, 7, die bereits unter der Peitsche der Aufsehers in der Farmarbeit beschäftigt waren. Zusätzlich hatte Martha Jane Sklavenhändler beobachtet, die ein besonderes Interesse daran zeigten, Kinder zu kaufen. Sie trennten Eltern und Geschwister.
Im vollen Bewusstsein der Gefahren, die mit der Flucht verbunden waren, und dessen, dass die Strafe für einen gefangenen Flüchtling darin bestand, einen Fuß abzuschneiden, beschloss Martha Jane dennoch, mit ihren Kindern zu fliehen. Die Flüchtlinge wurden oft gefasst, weil die Sklavenhalter Gruppen mit dem Befehl organisiert hatten, jeden Schwarzen, der nachts ohne Ketten vor dem Haus gefunden wurde, zu jagen, auf sie zu schießen und sogar zu töten. Manchmal wurden Mütter mit kleinen Kindern nachts jedoch nicht angekettet. Anne war erst 20 Monate alt, als Martha Jane ihre Flucht plante.
Martha Jane schaffte es, ihre drei Kinder aus den Sklavenunterkünften zu holen und sich auf den Weg nach Quincy zu machen. Es waren ungefähr zwanzig Meilen (ca. 32 km). Als sie Hannibal erreichten, wurden sie von einigen konföderierten Offizieren als Flüchtlinge erkannt. Sie sollten gerade mit Handschellen gefesselt werden, als einige Unionssoldaten sie verteidigten, indem diese behaupteten, dass dieser Teil der Stadt außerhalb der Gerichtsbarkeit der Südstaatler liege. Während des Krieges war es nicht ungewöhnlich, einen Teil einer Stadt unter der Kontrolle der Südstaatler und ein anderes Gebiet unter der Kontrolle der Union zu haben.
Seine Mutter soll nach der Überfahrt zu ihm gesagt haben: „John, boy, you’re free. Never forget the goodness of the Lord“, „John, Junge, du bist frei. Vergiss niemals die Güte des Herrn.“ Laut Nachkommen der Familie Elliott befreite Stephen Elliott jedoch alle seine Sklaven bei Ausbruch des amerikanischen Bürgerkriegs und erlaubte ihnen, nach Norden zu ziehen.

### Ausbildung und Seminarzeit
Nach ihrer Ankunft in Quincy, Illinois, einer Stadt mit 25.000 Einwohnern, arbeiteten Martha, Augustus und Charley in der Herris Tobacco Company als Zigarrendreher. Sein Bruder Charly starb 1863 mit 10 Jahren an einer Lungenentzündung.
1865 endete der Bürgerkrieg. Mrs. Tolton hoffte, ihr Mann würde sie finden können. Ihre Hoffnungen wurden jedoch zerstört, als ihr mitgeteilt wurde, dass sein Name auf der offiziellen Opferliste der Unionsarmee stand. 63.148 Namen von Schwarzen stehen auf dieser Liste. Peter Paul Toltons Leiche ruht irgendwo in einem unbekannten Grab.
Da Augustus in Quincy mehrere Jahre lang die Kirche der deutschsprachigen katholischen Einwanderer St. Boniface besuchte, lernte er auch Deutsch zu sprechen. Dies kam ihm letztendlich in seiner Erziehung zugute.
Jedes Jahr während der drei Wintermonate war die Harris Tobacco Factory geschlossen. 1868, während der saisonalen Schließung, beschloss Toltons Mutter, ihren 14-jährigen Sohn in der schwarzen öffentlichen Schule zwischen der 10th Street und der Oak Street anzumelden. Die Schule, die in kleinen Hütten untergebracht war, war 1862 gegründet worden.
Diese Schulerfahrung war auch für Augustus bitter. Er war ein sehr großer schwarzer Vierzehnjähriger, der nicht lesen konnte und mit Grundschulkindern lernen musste. Die Mulatten, die in der Schule zahlreich waren, sahen auf ihn herab, da er keinen Vater hatte. Sie nannten ihn einen Bastard und sagten, seine Mutter sei eine Prostituierte. Doch in den ersten Monaten seines Schulbesuches machte er Fortschritte beim Lernen und bei der gesellschaftlichen Akzeptanz.
In Quincy gab es damals vier katholische Pfarreien: St. Boniface, gegründet 1837, die Himmelfahrtskirche, St. Lawrence O’Toole, gegründet 1839, die später als St. Peter bekannt war; St. Francis, gegründet 1860, und St. Mary, gegründet 1867. Nach der unglücklichen Erfahrung in St. Boniface begann Toltons Mutter, zusammen mit Augustus und Anne die Kirche von St. Lawrence (St. Peter) zu besuchen.
Der Pastor von St. Lawrence war Fr. Peter McGirr, ein in Irland geborenen Priester aus Fintona, County Tyrone, der in der Großen Hungersnot in Irland mit 15 Jahren nach Amerika ausgewandert war. Er hatte sein Priesterstudium abgeschlossen und war am 22. April 1862 zum Priester der Diözese Alton (heute Springfield) geweiht worden. Nach einigen Monaten in Pittsfield war Fr. McGirr der Pfarrei San Lorenzo in Quincy zugeteilt worden, die er bis zu seinem Tod 1893 leitete.
Das erste Mal, dass Fr. McGirr und Tolton ein privates Gespräch hatten, war anlässlich des Todes von Mary Ann Davis. Sie und ihre Tochter Mary Ann gehörten zu denen, die den Toltons halfen, in Quincy anzukommen. August bezeichnete Mary Ann als seine Halbschwester. Sie starb 1868 mit 16 Jahren an Tuberkulose. Fr. McGirr wurde gerufen und gab ihr die letzte Ölung. Danach betete er mit der Trauergemeinde, bis sie starb. Augustus führte ihn an die Tür. Dabei bot er an, dass er in St. Lawrence die Schule besuchen konnte.
Es gab dort in der Schule keine größeren Probleme, aber trotzdem Drohungen von Gemeindemitgliedern, dass sie nicht mehr spenden oder die Gemeinde verlassen würden. 1869 wurde die Gemeinde in St. Peter umbenannt. Tolton begann als Ministrant in der Pfarrei zu dienen.
Es ist nicht bekannt, wann Augustus seine Erstkommunion erhielt. Es ist bekannt, dass er am 12. Juni 1870 in der Kirche San Pietro die Firmung erhielt. Damals war es üblich, dass ein junger Mann am Firmungstag seine Erstkommunion erhielt. Wahrscheinlich war es auch bei Augustus der Fall.
Jeden Tag vor der Arbeit ministrierte Augustus bei der Morgenmesse in der Kirche. Irgendwann begannen Fr. McGirr und er, über seine Berufung zum Priestertum zu sprechen. Sie fanden heraus, dass es in den Vereinigten Staaten keine schwarzen Priester gab. Die Healy-Brüder, James Augustine Healy und Patrick Francis Healy waren Mischlinge. Zu einem Viertel hatten sie afroamerikanische Sklaven als Vorfahren und ansonsten stammten sie von Iren ab. Die formale Schulbildung von Augustus war bis dahin sehr begrenzt: ein Monat an der St. Boniface School, zwei Monate an der Coloured School und drei Monate jeden Winter für drei oder vier Jahre an der St. Peter School.
Da Augustus Priester werden wollte, hielt man es für das Beste, ihn zu den Franziskanern zu schicken. Auch Fr. Schaeffermeyer aus der Pfarrei St. Boniface hatte sich mit ihm angefreundet und zeigte Interesse an seiner Aufnahme in ein Priesterseminar. Bei den Franziskanern wurde er als Postulant abgelehnt.
Dann schrieb Fr. McGirr an den Bischof von Alton, Peter Joseph Baltes, über den hingebungsvollen und talentierten jungen Mann. Der Bischof riet dem Priester, „ein Priesterseminar zu finden, das einen schwarzen Kandidaten aufnehmen würde. Die Diözese trägt die Kosten.“ Die Anweisung war wertlos, da Fr. McGirr an jedes Priesterseminar des Land schrieb und die Antwort immer mit Worten begann wie: „Wir sind nicht bereit für einen schwarzen Studenten.“
Als klar wurde, dass kein Seminar oder religiöser Orden in den Vereinigten Staaten Augustus aufgrund seiner Rasse aufnehmen würde, beschlossen die Priester von Quincy, mit Toltons höherer Ausbildung in der Stadt zu beginnen. Quincy war mit gut ausgebildeten Priestern gesegnet. Fr. Ostrop, der Pfarrer von San Bonifacio, skizzierte einen Studienplan und begann, ihm verschiedenes Lesematerial zur Verfügung zu stellen. Den größten Teil des Unterrichts erteilte Pfarrer Fr. Theodore Wegmann. Zwei weitere Schüler, Clement Johannes und Henry Ording, gesellten sich zu Augustus in den Unterricht. Es war das Jahr 1873.
1866 hatte der englische Kardinal Herbert Vaughan die Missionary Society of St. Joseph of Mill Hill gegründet, um Missionare für die Entsendung in die englischen Kolonien auszubilden. 1871 hatte Papst Pius IX. die Gemeinschaft beauftragt, sich auch Schwarze für den Dienst zu gewinnen. Der Orden war in die Vereinigten Staaten gekommen und ihm war eine schwarze Pfarrei in Baltimore zugeteilt worden. Fr. McGirr hörte von dem Orden, und da er den Umfang ihres Wirken nicht kannte, schrieb er ihnen sofort und bat für Augustus Tolton um Eintritt ins Seminar. Sie hatten aber kein Priesterseminar, sondern es waren nur fünf Ordensleute, die in einem kleinen Seminar lebten. Sie führten Katechismuskurse durch und widmeten sich der Erziehung der Schwarzen in Baltimore. Sie schlugen vor, dass Augustus nach Baltimore gehen könnte, wo er als Katechist arbeiten würde, oder er könnte versuchen, am Mill Hill-Seminar in London aufgenommen zu werden und nach Borneo zu gehen, oder vielleicht könnte ihn Fr. Wegmann bis zu einer anderen Gelegenheit weiter unterrichten.
Fr. Wegmann unterrichtete Augustus bis zu seiner Versetzung im Oktober 1875.
Fr. McGirr war mit Patrick Dolan, einem aufgeweckten jungen Mann, aufgewachsen. Beide wurden am selben Tag, dem 29. Juni 1833, geboren und hatten auf benachbarten Farmen in der Nähe von Fintona im ländlichen Nordirland gelebt. Im Alter von fünfzehn Jahren waren Peter McGirr und seine beiden älteren Brüder nach Amerika ausgewandert. Schließlich hatte Peter das Holy Cross College in Worcester, Massachusetts, besucht und dann das Seminar der Sulpizianer in Montreal, Kanada. Er war zum Priester für die Diözese Alton, der heutigen Diözese Springfield, geweiht worden. Patrick Dolan hingegen war zunächst in Irland geblieben und am Seminar von Maynooth ausgebildet worden. Leider hatte Fr. Dolan nach seiner Priesterweihe Probleme gehabt, sich mit seinen Mitpriestern zurechtzufinden, und war mehr als einmal mit seinem Bischof aneinandergeraten. Schließlich hatte er unter Alkoholismus zu leiden begonnen. Man hatte ihn in der Hoffnung, dass eine neue Umgebung ihm helfen könnte, in die Diözese Saint Louis versetzt. Bischof Peter Richard Kenrick hatte ihn einer Gemeinde im Nordosten von Missouri zugewiesen.
Es dauerte nicht lange, bis Fr. McGirr einen Brief von seinem Freund aus Kindertagen erhielt, in dem Fr. Dolan die erbärmlichen Bedingungen seiner Pfarrkirche und seines Pfarrhauses beschrieb und erwähnte, dass er keine Haushälterin hatte. Anscheinend wusste Fr. McGirr nichts von dem Alkoholproblem seines Freundes. Er dachte, das wäre eine Lösung für die Familie Tolton. Toltons Mutter könnte seine Haushälterin und Augustus sein Hausmeister sein. Im Gegenzug könnte der gelehrte Priester den jungen Mann unterrichten.
Die Toltons kehrten mit großer Besorgnis nach Missouri zurück, aber dies bedeutete eine Chance für Augustus, eine höhere Ausbildung zu erhalten. Mrs. Tolton räumte Fr. Dolans Pfarrhaus auf und Anne bekam einen Job. Augustus nahm sein Studium wieder auf und fand nach Feierabend eine Stelle als Reinigungskraft in einem Gasthaus. Er versuchte, Geld für seine Reise zum Mill-Hill-Seminar in London zu sparen. Die Toltons besuchten täglich die Messe, aber Augustus durfte zu seiner Bestürzung nicht ministrieren.
Innerhalb weniger Monate war klar, dass Fr. Dolan ihn nicht unterrichten würde. Seine Mutter schrieb Fr. McGirr die Situation. Er empfahl ihnen, nach Quincy zurückzukehren.
Zurück in Quincy, arbeitete Augustus in der Sattelfabrik von J. L. Kreitz und in der St. Peter’s Church. Mrs. Tolton kehrte in die Zigarrenfabrik zurück. Augustus nahm sein Studium wieder auf, diesmal bei Fr. Reinhart, der die Pfarrei St. Mary gegründet hatte, aber aus gesundheitlichen Gründen Kaplan am St. Mary’s Hospital war. Bald fand Augustus einen besser bezahlten Job bei Durholt and Company, einem Abfüllunternehmen für Erfrischungsgetränke.
1878 wurde er als Sonderschüler am St. Francis Solanus College (heute Quincy University), einer von den Franziskanern geführten Schule, aufgenommen. Die Franziskanerpater Richard Richardt, Pater Engelbert Gey und Pater Francis Albers waren seine Lehrer, und sie alle schienen zu wissen, dass Augustus eines Tages zum Theologiestudium nach London gehen und dann als Missionar nach Borneo oder Afrika geschickt werden würde.
In Quincy lebten dreitausend Schwarze, und einige von ihnen waren Katholiken, aber viele hatten aufgehört, in die Kirche zu gehen. Pater Richard Richardt und Augustus gründeten eine Sonntagsschule, zuerst in St. Francis, dann in einer Kirche, die zuvor von Protestanten genutzt wurde. Die Sonntagsschule funktionierte so gut, dass eine Tagesschule, St. Joseph’s Black Children’s School, mit Schwester Herlinde als Lehrerin eröffnet wurde.
Es wurde jedoch immer deutlicher, dass die Josephan Fathers of Mill Hill in London es nicht für klug hielten, Augustus in ihr Priesterseminar aufzunehmen. Auch die Franziskaner konnten ihn nicht mehr weiter unterrichten, da der öffentliche Druck zu groß wurde.
Die Patres Richardt und McGirr beschlossen, den Bischof von Alton, Peter Joseph Baltes, zu fragen, ob Augustus auf der Päpstlichen Universität Urbaniana in Rom studieren könne. Bischof Baltes erklärte sich bereit, für seine Seminarausbildung zu bezahlen, wenn Fr. McGirr jemanden finden würde, der sich auch beteiligen würde. Bischof Baltes stand kurz vor seinem Ad-limina-Besuch in Rom und versprach, während seines Aufenthalts die Möglichkeit zu prüfen, ihn in die Päpstliche Universität aufzunehmen. Dieses römische Seminar war für die Ausbildung von Priestern für die Mission gegründet wurde. Die Vereinigten Staaten galten in der katholischen Kirche bis ins 20. Jahrhundert als „Missionsland“.
Einige Monate später ärgerte sich Fr. Richardt über den Bischof. Dieser hatte mit dem Kardinalpräfekten der Kongregation de Propaganda Fide gesprochen, der es für besser hielt, Augustus in den Vereinigten Staaten studieren und wirken zu lassen. Tatsächlich war er sich bewusst, dass viele ehemalige Sklaven in den Vereinigten Staaten evangelisiert werden mussten.
Fr. Richardt schrieb darauf dem Generaloberen des Franziskanerordens, der ein persönlicher Bekannter des Kardinalpräfekten war, den Lebenslauf von Augustus Tolton, seinen Bemühungen um einen Seminarplatz und den wahren Grund, warum er an allen Priesterseminaren abgelehnt wurde. Fr. Richardt beschrieb den 26-jährigen Augustus als einen ehrfürchtigen Akolythen, einen ergebenen Sohn, einen treuen Arbeiter, einen fleißigen Schüler und einen eifrigen Laienapostel. Nach mehreren Monaten kam die Antwort: Augustus war angenommen. Wie bei allen Studenten in diesem Seminar war vereinbart worden, dass er ausgebildet werde und dann in ein Missionsland gehen würde. Er hätte kein Mitspracherecht, wohin er geschickt würde. Da er die rassistischen Vorurteile gegenüber Schwarzen in den Vereinigten Staaten kannte, nahm Augustus an, dass er nach Afrika geschickt werden würde. Aber das war ihm recht. Seine Berufung war das Priestertum und es war ihm egal, wo er arbeiten würde.
Am Sonntagnachmittag, dem 15. Februar 1880, verließ Augustus Quincy in einem Zug nach Chicago. Seine Mutter Martha Jane, seine Schwester Anne, Fr. McGirr und Pater Richardt sowie andere schwarze und weiße Freunde verabschiedeten ihn. Seit seiner Ankunft in Quincy im Alter von zehn Jahren hatte er die Stadt (mit Ausnahme des Intermezzos bei Fr. Dolan in Missouri) nie verlassen. Es muss für ihn aufregend gewesen sein, die Felder und Städte auf dem Weg nach Chicago zu sehen.
Um seine Reise nach Rom zu bezahlen, hatte ihm Bischof Peter Joseph Baltes fünfzig Dollar geschickt, die Studenten des Quincy College hatten eine Sammlung veranstaltet, und die Franziskaner hatten ihm zehn Dollar gegeben, eine beträchtliche Summe für damalige Zeiten. In seiner Tasche hatte er den Brief, den er nach seiner Ankunft in Rom der Universität überreichen sollte.
Der Zug kam nachts in Chicago an. Dort hatte er zwei Stunden Aufenthalt, bevor er den nächsten Zug erwischte. Am Dienstagmorgen traf er in Jersey City ein und fuhr von dort in die Hafenstadt Hoboken. Die Franziskanerinnen, die das St. Mary’s Hospital in Quincy leiteten, hatten auch ein Krankenhaus in Hoboken. Die deutschsprachige Schwester Perpetua, die er kennengelernt hatte, als sie in Quincy gearbeitet hatte, war dort und lud ihn ein, bis Samstag, den 21. Februar zu bleiben, wenn sein Schiff von Hoboken nach Le Havre, Frankreich, fahren würde.
Am Bord traf er den Franziskanerpater Ewald Fahle, den er vom Quincy College kannte. Er fuhr mit anderen Brüdern zum Heimatbesuch nach Deutschland zurück.
Die 12-tägige Schiffsreise endete am 4. März 1880 in Le Havre. Von dort nahm Tolton einen Zug nach Paris, von wo er weiter nach Rom reiste. Seine Reise endete mit seiner Ankunft in Rom am 10. März. Das erste, was er in der „Ewigen Stadt“ tat, war eine Kirche zu suchen, in der er Gott für die sichere Reise danken konnte. Er sollte sich am 12. März beim Seminar melden, also verbrachte er noch zwei Nächte in einem Hotel.

### Im Seminar
Am Palmsonntag, dem 21. März 1880, neun Tage nach seiner Ankunft, wurde er mit der Soutane und einem schwarzen Hut eingekleidet. Als Besucher eines Päpstlichen Priesterseminars hatte sein schwarzes Birett eine rote Quaste und die Soutane ein rotes Zingulum. Diese Kleidung trug er bis zu seinem Tod. Zuerst studierte er zwei Jahre Philosophie. Danach vier Jahre Theologie. Im dritten Jahr legte er den Eid der Kongregation der Propaganda Fide ab. Er schwor, in jedem Land und jeder Diözese zu arbeiten, denen er zugeteilt wurde, keinem Orden ohne Erlaubnis des Heiligen Stuhles beizutreten und der Kongregation der Propaganda Fide alle drei Jahre Bericht zu erstatten.
Augustus nutzte jede Gelegenheit, um die Geographie und Geschichte Afrikas sowie die Sprachen und Kulturen der verschiedenen Gebiete des Schwarzen Kontinents kennenzulernen. In seinen Semesterferien lernte er, Akkordeon zu spielen, und genoss es, die spirituellen Lieder der Schwarzen zu singen, die er als Kind auf den Feldern von Ralls County, Missouri, gelernt hatte.
Am 14. Mai 1883 erhielt er die Tonsur durch Giulio Lenti, den Vizegerent des Bistums Rom.
Obwohl er fast 10.000 km entfernt war, hatte weiterhin großes Interesse an Quincys St. Joseph School. Während seines ersten Jahres in Rom erhielt Augustus die Nachricht, dass die ihm so teure katholische Schule für Schwarze geschlossen worden war. Tatsächlich hatte der Franziskanerprovinzial die Brüder angewiesen, ihre Verbindung mit der Schule abzubrechen. Pater Michael Richardt, OFM, wurde nach Teutopolis, Effingham County, Illinois versetzt, und Schwester Herlinde, die Schulschwester, wurde ebenfalls versetzt. Die Nachricht erschreckte ihn. Einige Jahre später teilt Fr. McGirr ihm mit, dass die Schule wieder renoviert war und als Kirche und Schule genutzt wurde. Schwester Herlinde kehrte ebenfalls zurück.
An der Päpstlichen Universität der Propagandakongregation in Rom lernte er fließend Italienisch und studierte Latein und Griechisch.
Die ersten beiden niederen Weihen zum Ostiarius und zum Lektor erhielt Tolton am 8. März 1884. Die nächsten beiden niederen Weihen zum Exorzist und zum Akolyth erhielt er am 20. Dezember 1884. Seine Weihe zum Subdiakon fand am 2. August 1885 statt. Dabei versprach er auch den Zölibat. Am 8. Dezember 1885 folgte die Weihe zum Diakon.

### Priestertum

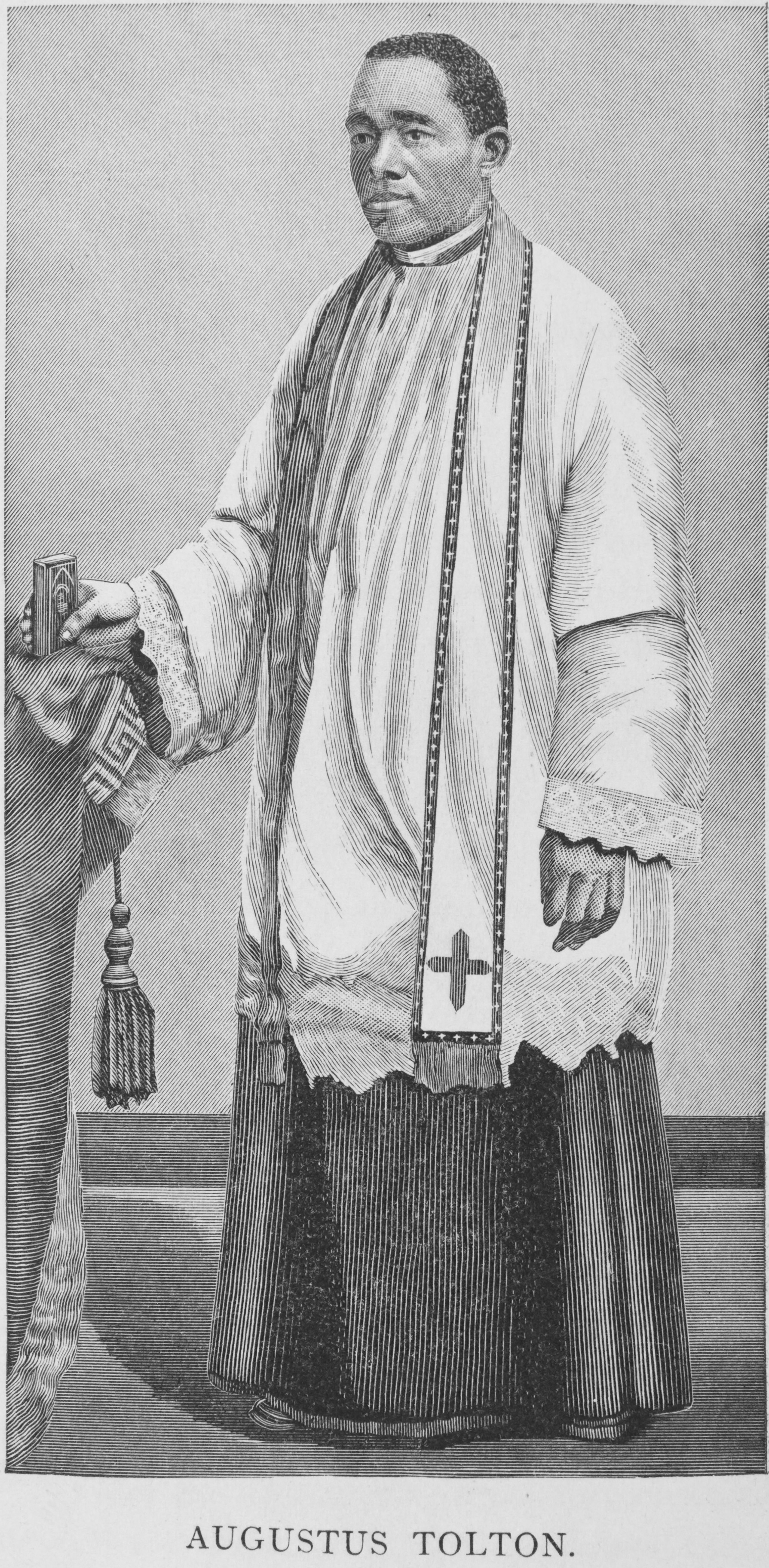
Tolton, 1887

Am Karfreitag des Jahres 1886, dem Tag vor seiner Priesterweihe, erinnerte Kardinal Giovanni Simeoni die Diakone an ihren Eid. Tolton erfuhr, dass er Priester seiner Heimatdiözese Alton werden würde. Lucido Maria Parocchi weihte Tolton am 24. April 1886 in Rom im Alter von 31 Jahren zum Priester. Seine erste öffentliche Heilige Messe zelebrierte er am Tag darauf, dem Ostersonntag 1886, im Petersdom. Während der Osterzeit empfing Papst Leo XIII. die neuen Priester, die an der Päpstlichen Universität studiert hatten. Am Himmelfahrtsdonnerstag erhielt jedes Kursmitglied in einer einfachen Zeremonie das Missionarskreuz. Seine erste Messe in den Vereinigten Staaten zelebrierte er am 11. Juli 1884 in der St. Benedict the Moor Catholic Church in New York City, einer Kirchengemeinde von afroamerikanischen Katholiken.
Seine erste Messe in seiner Heimatstadt Quincy war in St. Boniface. Er wollte dort eine Pfarrei gründen, scheiterte aber im Laufe der Jahre am Widerstand der weißen Katholiken, die meist deutscher Herkunft waren, und dem der protestantischen Afroamerikaner. In Quincy kümmerte er sich um die St. Joseph Catholic Church und die angeschlossene Schule. Er geriet aber in Konflikt mit dem neuen Dekan Fr. Michael Weiss, nach dessen Willen er weiße Gläubige abweisen sollte, die seine Gottesdienste wegen seiner Predigten besuchten und die Kirche durch ihre Spenden finanzierten. Obwohl die Priester der Stadt auf der Seite von Tolton standen, konnten sie nicht verhindern, dass ihm befohlen wurde, entweder nur Schwarzen zu predigen oder die Stelle zu wechseln.
Nach seiner Versetzung Ende 1889 nach Chicago, die die Zustimmung durch die Kurie erhielt, leitete er die Missionsgesellschaft St. Augustin, die sich im Keller der St. Mary’s Church traf. Der Erzbischof von Chicago übertrug ihm die Gerichtsbarkeit über alle schwarzen Katholiken Chicagos. Er leitete von dort den Aufbau der „Nationalpfarrei“ St. Monica’s Catholic Church, deren Kirche Platz für 850 Gottesdienstbesucher haben würde und mit dem Geld der Philanthropinnen Anne O’Neill und Katharine Drexel erbaut wurde. 1893 feierte er dort die erste Messe.
Die Pfarrgemeinde von St. Monica wuchs während der Bauzeit von 30 auf 600 Mitglieder. Toltons Erfolg bei der Betreuung von schwarzen Katholiken verschaffte ihm schnell nationale Aufmerksamkeit in Kirchenkreisen. „Good Father Gus“, wie er genannt wurde, war bekannt für seine „eloquenten Predigten, seine schöne Singstimme und sein Talent, Akkordeon zu spielen“.
Mehrere Zeitungsartikel der Zeit beschreiben seine persönlichen Qualitäten und seine Bedeutung. Ein Artikel aus dem Jahr 1893 in der Lewiston Daily Sun, der während der Gründungsphase von St. Monica’s geschrieben wurde, sagte: „Fr. Tolton … ist ein hervorragender und anmutiger Redner und hat eine Singstimme von außergewöhnlicher Süße, die in den Gesängen des Hochamtes gut zur Geltung kommt. Es ist keine Seltenheit, dass viele Weiße in seiner Gemeinde zu sehen sind.“
Unter Chicagos Katholiken fand Fr. Tolton bei den Jesuiten der Holy Family Church und dem St. Ignatius College (heute St. Ignatius College Prep) einen herzlichen Empfang. Sie luden ihn ein, in dem Wohngebäude der Jesuiten in der 1869 errichteten Schule zu wohnen und am 29. Januar 1893 beim Hochamt in Holy Family zu predigen. Holy Family war damals die größte englischsprachige Gemeinde in Chicago. Sie setzte sich hauptsächlich aus irischen Einwanderern und ihren Angehörigen zusammen, die ebenfalls Schwierigkeiten hatten, sich in der manchmal unfreundlichen Stadt ein Zuhause zu schaffen. Fr. Tolton appellierte „in allen Messen“ und sammelte 500 US-Dollar (14.000 US-Dollar heutigen Wertes) für die St. Monica’s Church, die schließlich am 14. Januar 1894 eingeweiht wurde. The True Witness and Catholic Chronicle beschrieb ihn 1894 als „unermüdlich“ in seinen Bemühungen, die neue Kirche zu bauen.
Daniel Rudd, der den Colored Catholic Congress 1889 organisierte, wurde in der Ausgabe des Irish Canadian vom 8. November 1888 wie folgt zitiert:

„For a long time the idea prevailed that the negro was not wanted beyond the altar rail, and for that reason, no doubt, hundreds of young colored men who would otherwise be officiating at the altar rail today have entered other walks. Now that this mistaken idea has been dispelled by the advent of one full-blooded negro priest, the Rev. Augustus Tolton, many more have entered the seminaries in this country and Europe.“

„Lange Zeit herrschte die Vorstellung vor, dass der Neger am Altar nicht erwünscht sei, und aus diesem Grund haben zweifellos Hunderte von jungen Farbigen, die sonst heute am Altar dienen würden, andere Wege beschritten. Nun, da dieser Irrtum durch den vollblütigen Negerpriester, HH Augustus Tolton, ausgeräumt worden ist, sind viele weitere in die Seminare in diesem Land und in Europa eingetreten.“

Ein weiterer Hinweis auf das Ansehen, das Tolton in Teilen der amerikanischen Kirchenleitung zuteilwurde, war sein Dienst am Altar bei der internationalen Feier zum 100. Jahrestag der Gründung der ersten katholischen US-Diözese in Baltimore. In der Ausgabe der New York Times vom 11. November 1889 schrieb der Korrespondent hierüber: „Als sich Kardinal Gibbons auf sein Podest zurückzog, bemerkten die Reporter in ihrer improvisierten Pressetribüne zum ersten Mal, dass keine sechs Fuß, etwa zwei Meter, von ihm entfernt im Altarraum unter den Äbten und weiteren besonderen Würdenträgern das schwarze Gesicht von Fr. Tolton aus Chicago, dem ersten afroamerikanischen katholischen Priester, aufschien.“

### Tod

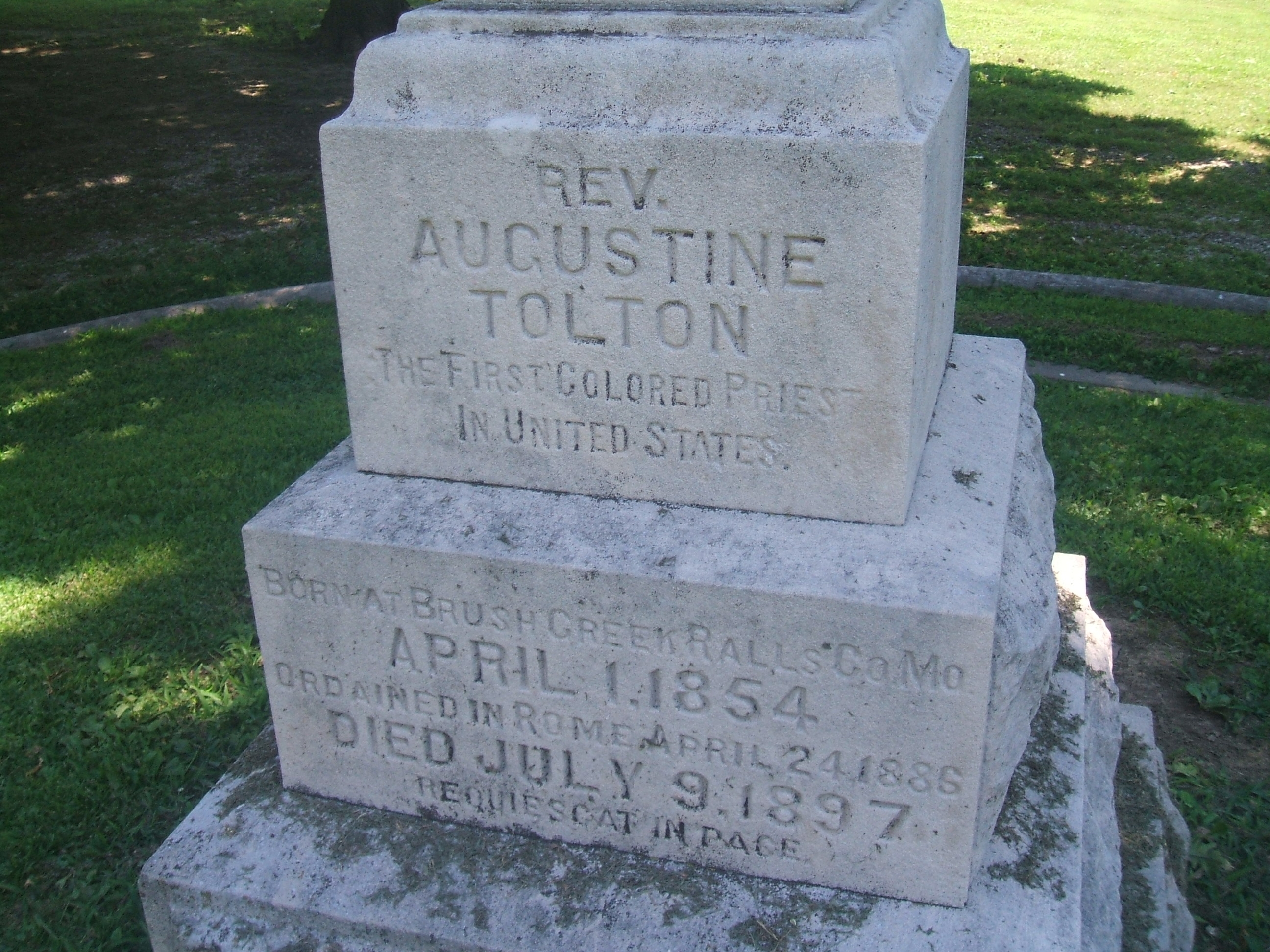
Toltons Grab in Quincy, Illinois

Seit 1893 wurde Tolton von Krankheitsanfällen geplagt. 1895 musste er deshalb um Beurlaubung bitten. Anfang Juli 1897 fuhr Tolton für einige Tage mit anderen Geistlichen zu Priesterexerziten.
Am 8. Juli 1897, dem Tag seiner Rückkehr, brach er an einem Hitzschlag zusammen und starb am folgenden Tag im Alter von 43 Jahren im Mercy Hospital. In Chicago feierte John Gilliam, der Generalvikar von Chicago, eine Totenmesse. Per Zug wurde sein Leichnam nach Quincy gebracht. An seiner Beerdigung nahmen 100 Priester teil. Tolton wurde, wie von ihm gewünscht, in der Priesterabteilung des St. Peter’s Cemetery in Quincy beerdigt.
Nach seinem Tod wurde St. Monica’s eine Mission der St. Elizabeth’s Church. 1924 wurde die separate Gemeinde für Afroamerikaner aufgelöst, da die schwarzen Katholiken inzwischen die gewöhnlichen Pfarrkirchen in der Nähe ihrer Wohnorte besuchten. Martha Jane Tolton, Mutter von Fr. Augustus, war bis zu ihrem Tod im Jahr 1911 Mesnerin der Kirche von Santa Monica.

## Vermächtnis und Ehrungen
- Tolton ist das Thema der 1973 erschienenen Biografie From Slave to Priest von Schwester Caroline Hemesath. Das Buch wurde 2006 von Ignatius Press neu aufgelegt.[3]
- 1990 initiierte Schwester Jamie T. Phelps, OP, eine Adrian-Dominikanerin und damaliges Fakultätsmitglied der theologischen Abteilung der Katholischen Theologischen Union (CTU) in Chicago, das Augustus Tolton Pastoral Ministry Program in Absprache mit Don Senior, Präsident der CTU, der theologischen Fakultät und Vertretern der Erzdiözese Chicago, um schwarze katholische Laien für die geistliche Führung in der Erzdiözese Chicago vorzubereiten und auszubilden.
- Die Father Tolton Regional Catholic High School wurde 2011 in Columbia, Missouri, eröffnet.[18]
- Die Augustus Tolton Catholic Academy wurde im Herbst 2015 in Chicago, Illinois, eröffnet. Sie ist die erste STREAM-Schule in der Erzdiözese Chicago. Ihre Schwerpunkte Wissenschaft (science), Technologie (technology), Religion (religion), Ingenieurwesen (engineering), Kunst (arts) und Mathematik (mathematics) zeichnen sie als erstklassige Grundschule in Chicago aus. Die Tolton Academy befindet sich in der St. Columbanus Church.

## Antrag auf Selig- und Heiligsprechung
Am 28. Januar 2010 ernannte der Erzbischof von Chicago Francis George Weihbischof Joseph Perry zum Postulator und am 2. März desselben Jahres eröffnete er das Untersuchungsverfahren für die Seligsprechung. Auch im Bistum Springfield, Illinois, in dem Tolton anfangs als Priester wirkte, sowie im Bistum Jefferson City, Missouri, wo seine Familie in der Sklaverei lebte, wird eine Seligsprechung angestrebt.
Am 24. Februar 2011 eröffnete die Katholische Kirche das Verfahren für Toltons Seligsprechung, und er erhielt den Titel Diener Gottes. Historische und theologische Kommissionen wurden gegründet, um sein Leben zu untersuchen.
Am 29. September 2014 schloss Kardinal George das formelle Verfahren auf Diözesanebene ab. Das Forschungsdossier über Toltons Leben ging an den Vatikan.
Am 10. Dezember 2016 wurde Toltons Leichnam exhumiert. Gemäß den im kanonischen Recht festgelegten Verfahren bestätigte ein forensischer Pathologe, dass die Überreste (einschließlich Schädel, Oberschenkelknochen, Rippen, Wirbel, Becken und Teile von Armknochen) Tolton gehörten. Außerdem wurden der Korpus eines Kruzifixes, ein Teil eines römischen Kragens, der Korpus von Toltons Rosenkranz und Glasscherben gefunden, die darauf hindeuten, dass sein Sarg eine Glasplatte hatte. Nach der Überprüfung wurden die Überreste in eine neue Kasel gekleidet und umgebettet.
Am 8. März 2018 gab die Historikerkommission ein einstimmiges positives Votum ab. Am 5. Februar 2019 stimmte die neunköpfige theologische Kommission einstimmig für die Annahme des Antrags.
Am 12. Juni 2019 genehmigte Papst Franziskus die Verkündung eines Dekrets über den heroischen Tugendgrad von Tolton. Seither darf er „Ehrwürdiger Diener Gottes“ genannt werden. Bisher wurde kein Afroamerikaner heilig gesprochen. Für die Selig- und Heiligsprechung wird jeweils ein Wunder benötigt, welches auf die Fürsprache von Tolton erfolgte.

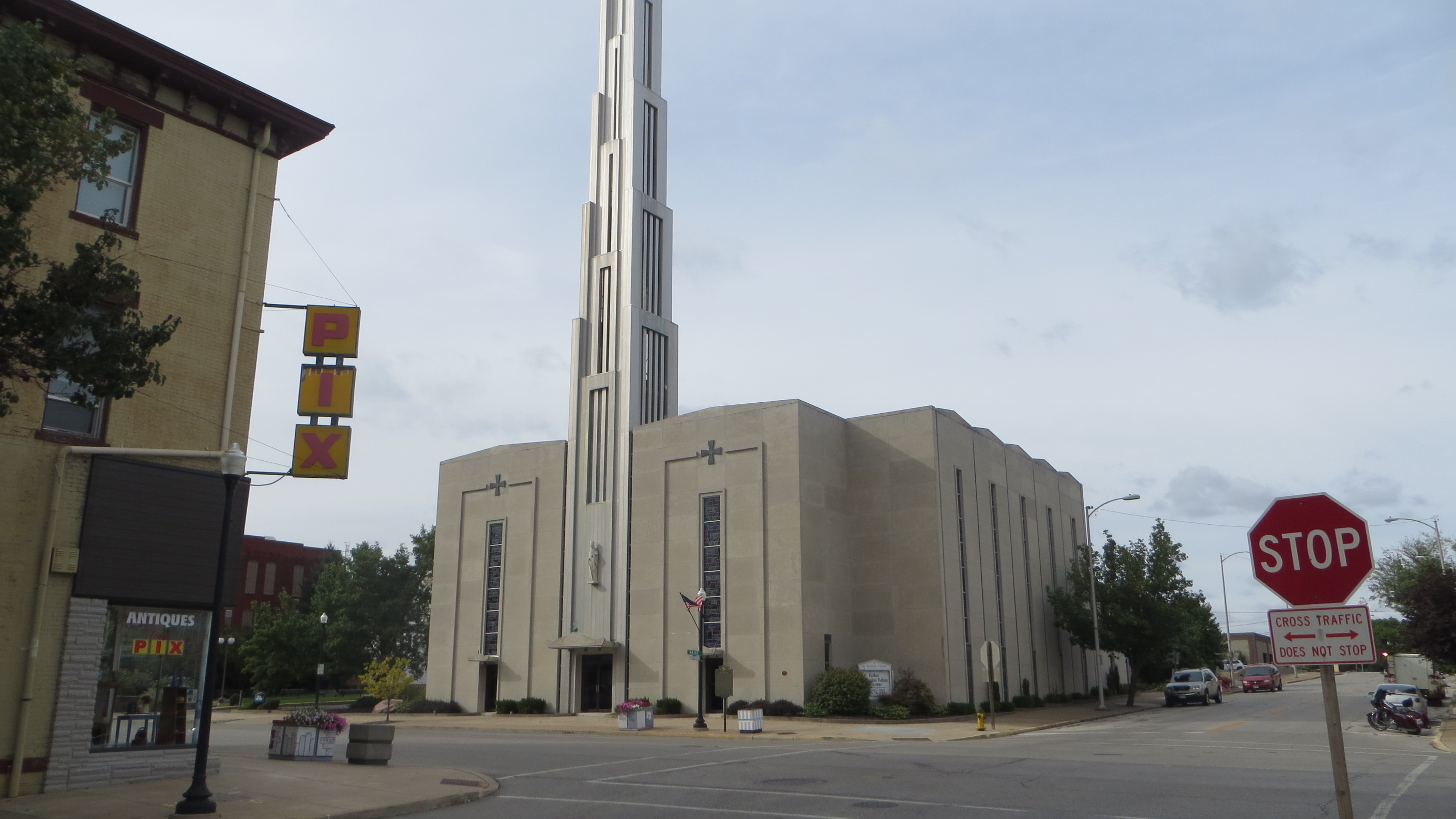
St. Boniface (2018)

Es ist geplant, die inzwischen geschlossene Kirche St. Boniface zu einem Wallfahrts- und Erinnerungsort (shrine) für Tolton umzubauen.